# Vitfenad vargsill
Vitfenad vargsill (Chirocentrus nudus) är en fiskart som beskrevs av Swainson, 1839. Vitfenad vargsill ingår i släktet Chirocentrus och familjen Chirocentridae. Inga underarter finns listade i Catalogue of Life.
Arten förekommer i Indiska oceanen, kring Sydostasien och i sydvästra Stilla havet nära kusten. Den dyker till ett djup av 150 meter. Vitfenad vargsill äter främst andra fiskar som kompletteras med bläckfiskar och kräftdjur. Den blir cirka 100 cm lång. Individerna besöker ibland laguner med bräckt vatten.
Denna fisk fiskas i mindre skala. Hela populationen antas vara stor. IUCN kategoriserar arten globalt som livskraftig.